# Ускоглави витки опосум
Ускоглави витки опосум (Marmosops cracens) је врста сисара из породице опосума (Didelphidae) и истоименог реда (Didelphimorphia).

## Распрострањење
Венецуела је једино познато природно станиште врсте.

## Станиште
Ускоглави витки опосум има станиште на копну.

## Угроженост
Подаци о распрострањености ове врсте су недовољни.

### Популациони тренд
Популациони тренд је за ову врсту непознат.